# Pierre Ignace Parrocel
Pierre Ignace Parrocel (Avignone, 26 marzo 1702 – Roma, 1775) è stato un incisore e pittore francese.

## Biografia
Figlio maggiore di Pierre e di Marie Magdeleine de Palasse, apparteneva alla dinastia di artisti Parrocel, che generò importanti pittori nel XVII e XVIII secolo.
Nel 1717 c. il padre lo portò a Roma giovanissimo e fu da lui istruito nell'arte della pittura in quella città, assieme al fratello Joseph François e al cugino Étienne. Fu anche pensionante del re presso l'Accademia di Francia di cui successivamente divenne direttore. In seguito si trasferì a Napoli, dove divenne incisore del Re di Napoli.
Incise una serie di trentacinque opere tra cui il Trionfo di Mardocheo, grande stampa da J. De Troy, erroneamente attribuita ad Étienne. A Roma, nel 1740 e 1744, eseguì un gruppo di incisioni, rappresentanti alcuni santi, dal Bernini e parecchie serie di Statue sempre dal Bernini. Nel 1739, incise una grande stampa per i fuochi d'artificio in occasione dei festeggiamenti per la gravidanza della Regina delle due Sicilie, a Napoli e nel 1740 una stampa rappresentante un'allegoria dal titolo Felicitas publica, da Michelangelo Specchi, architetto, commissionata in occasione di fuochi d'artificio sempre a Napoli o a Roma per ordine dell'ambasciatore del regno di Napoli.
Nella biblioteca del museo di Lione, si trova un'incisione rappresentante un leone incoronato e circondato di fiori da dei bambini, su cui è indicato "J.P.Parrocel 1770".
Firmava le sue opere con Pierre o Pietro Parrocel e meno spesso con J.P.Parrocel o J.P.P., il che portò ad errate o dubbie attribuzioni di alcune opere.
Secondo il Parrocel, Pierre Ignace fu esclusivamente un incisore, mentre in altri testi quali il Monteverdi e il Milesi, è citato come pittore e incisore, il de Baudicour indica che non ci sono dati riguardanti la sua attività di pittore.

## Opere
- Trionfo di Mardocheo, da J. De Troy, 752 x 388 mm, acquaforte
- Incisioni rappresentanti alcuni santi, dal Bernini, 1740-1744. acqueforti
- Statue: la Pittura, l'Abbondanza, Minerva, San Giuseppe, Sant'Elena, Due uomini, Un Santo, Due Martiri, Un uomo e una donna, Un giovane martire e un vecchio, ..., dal Bernini, acqueforti[5]
- Allegoria per i fuochi d'artificio a Napoli, Felicitas publica, 441 x 337 mm, 1739, acquaforte
- Allegoria per i fuochi d'artificio a Napoli, 433 x 373 mm, 1740, acquaforte
- Macchina della Chinea con l'allegoria della provvidenza, 28 giugno 1738, incisione[7]
- Macchina della Chinea con Giove e Giunone Lucina, 9 settembre 1740, acquaforte[7]
- Il trionfo di Bacco ed Arianna, da Subleyras, acquaforte, attribuita anche al padre Pierre[4].
- Veduta della costruzione delle strade nello Stato della Chiesa, 285 x 195 mm, incisione[5]
- Festa di villaggio nella campagna di Roma, 372 x 173 mm, incisione, 1739, Roma[5]
- I buoi, 106 x 72 mm, incisione[5]
- Leone incoronato e circondato da fiori da dei bambini, 1770, acquaforte